# Đội tuyển bóng đá trong nhà quốc gia Iraq
Đội tuyển bóng đá trong nhà quốc gia Iraq đại diện cho Iraq tại các giải đấu bóng đá trong nhà quốc tế và được điều hành bởi Ủy ban Futsal của Hiệp hội bóng đá Iraq. Đây là một trong những đội tuyển đang phát triển ở châu Á. Tính đến  tháng 11 năm 2017, Iraq xếp hạng thứ 50 trên bảng xếp hạng bóng đá trong nhà thế giới.
Iraq đã thi đấu tại Giải vô địch bóng đá trong nhà châu Á 11 lần. Kết quả tốt nhất của đội là vào tới tứ kết năm 2002 và 2016. Iraq cũng đã tham dự tại 3 Giải vô địch bóng đá trong nhà Tây Á, vào năm 2007 họ kết thúc ở vị trí thứ ba. Vào năm 2009, họ vô địch giải đấu lần đầu. Năm 2012, giống như năm 2007, họ một lần nữa kết thúc ở vị trí thứ ba. Iraq cũng từng tham dự các Giải vô địch bóng đá trong nhà Ả Rập 2005 và 2008, nhưng không thể vượt qua vòng bảng cả hai lần.

## Kỷ lục giải đấu

### Giải vô địch bóng đá trong nhà thế giới
| Kỷ lục giải vô địch bóng đá trong nhà thế giới | Kỷ lục giải vô địch bóng đá trong nhà thế giới | Kỷ lục giải vô địch bóng đá trong nhà thế giới | Kỷ lục giải vô địch bóng đá trong nhà thế giới | Kỷ lục giải vô địch bóng đá trong nhà thế giới | Kỷ lục giải vô địch bóng đá trong nhà thế giới | Kỷ lục giải vô địch bóng đá trong nhà thế giới | Kỷ lục giải vô địch bóng đá trong nhà thế giới | Kỷ lục giải vô địch bóng đá trong nhà thế giới |
| Năm                                            | Kết quả                                        | Vị trí                                         | ST                                             | T                                              | H*                                             | B                                              | BT                                             | BB                                             |
| ---------------------------------------------- | ---------------------------------------------- | ---------------------------------------------- | ---------------------------------------------- | ---------------------------------------------- | ---------------------------------------------- | ---------------------------------------------- | ---------------------------------------------- | ---------------------------------------------- |
| 1989                                           | Không tham dự                                  | Không tham dự                                  | Không tham dự                                  | Không tham dự                                  | Không tham dự                                  | Không tham dự                                  | Không tham dự                                  | Không tham dự                                  |
| 1992                                           | Không tham dự                                  | Không tham dự                                  | Không tham dự                                  | Không tham dự                                  | Không tham dự                                  | Không tham dự                                  | Không tham dự                                  | Không tham dự                                  |
| 1996                                           | Không tham dự                                  | Không tham dự                                  | Không tham dự                                  | Không tham dự                                  | Không tham dự                                  | Không tham dự                                  | Không tham dự                                  | Không tham dự                                  |
| 2000                                           | Không tham dự                                  | Không tham dự                                  | Không tham dự                                  | Không tham dự                                  | Không tham dự                                  | Không tham dự                                  | Không tham dự                                  | Không tham dự                                  |
| 2004                                           | Không vượt qua vòng loại                       | Không vượt qua vòng loại                       | Không vượt qua vòng loại                       | Không vượt qua vòng loại                       | Không vượt qua vòng loại                       | Không vượt qua vòng loại                       | Không vượt qua vòng loại                       | Không vượt qua vòng loại                       |
| 2008                                           | Không vượt qua vòng loại                       | Không vượt qua vòng loại                       | Không vượt qua vòng loại                       | Không vượt qua vòng loại                       | Không vượt qua vòng loại                       | Không vượt qua vòng loại                       | Không vượt qua vòng loại                       | Không vượt qua vòng loại                       |
| 2012                                           | Không vượt qua vòng loại                       | Không vượt qua vòng loại                       | Không vượt qua vòng loại                       | Không vượt qua vòng loại                       | Không vượt qua vòng loại                       | Không vượt qua vòng loại                       | Không vượt qua vòng loại                       | Không vượt qua vòng loại                       |
| 2016                                           | Không vượt qua vòng loại                       | Không vượt qua vòng loại                       | Không vượt qua vòng loại                       | Không vượt qua vòng loại                       | Không vượt qua vòng loại                       | Không vượt qua vòng loại                       | Không vượt qua vòng loại                       | Không vượt qua vòng loại                       |
| 2021                                           | Không vượt qua vòng loại                       | Không vượt qua vòng loại                       | Không vượt qua vòng loại                       | Không vượt qua vòng loại                       | Không vượt qua vòng loại                       | Không vượt qua vòng loại                       | Không vượt qua vòng loại                       | Không vượt qua vòng loại                       |
| 2024                                           | Chưa xác định                                  | Chưa xác định                                  | Chưa xác định                                  | Chưa xác định                                  | Chưa xác định                                  | Chưa xác định                                  | Chưa xác định                                  | Chưa xác định                                  |
| Tổng số                                        | Mới nhất:                                      | 0/9                                            | 0                                              | 0                                              | 0                                              | 0                                              | 0                                              | 0                                              |

### Giải vô địch bóng đá trong nhà châu Á
| Kỷ lục giải vô địch bóng đá trong nhà châu Á | Kỷ lục giải vô địch bóng đá trong nhà châu Á | Kỷ lục giải vô địch bóng đá trong nhà châu Á | Kỷ lục giải vô địch bóng đá trong nhà châu Á | Kỷ lục giải vô địch bóng đá trong nhà châu Á | Kỷ lục giải vô địch bóng đá trong nhà châu Á | Kỷ lục giải vô địch bóng đá trong nhà châu Á | Kỷ lục giải vô địch bóng đá trong nhà châu Á |
| Năm                                          | Kết quả                                      | ST                                           | T                                            | H                                            | B                                            | BT                                           | BB                                           |
| -------------------------------------------- | -------------------------------------------- | -------------------------------------------- | -------------------------------------------- | -------------------------------------------- | -------------------------------------------- | -------------------------------------------- | -------------------------------------------- |
| 1999                                         | Không tham dự                                | Không tham dự                                | Không tham dự                                | Không tham dự                                | Không tham dự                                | Không tham dự                                | Không tham dự                                |
| 2000                                         | Không tham dự                                | Không tham dự                                | Không tham dự                                | Không tham dự                                | Không tham dự                                | Không tham dự                                | Không tham dự                                |
| 2001                                         | Vòng bảng                                    | 3                                            | 0                                            | 1                                            | 2                                            | 8                                            | 16                                           |
| 2002                                         | Tứ kết                                       | 5                                            | 2                                            | 0                                            | 3                                            | 37                                           | 18                                           |
| 2003                                         | Vòng bảng                                    | 3                                            | 1                                            | 0                                            | 2                                            | 12                                           | 10                                           |
| 2004                                         | Không tham dự                                | Không tham dự                                | Không tham dự                                | Không tham dự                                | Không tham dự                                | Không tham dự                                | Không tham dự                                |
| 2005                                         | Vòng bảng                                    | 8                                            | 6                                            | 0                                            | 2                                            | 33                                           | 19                                           |
| 2006                                         | Vòng bảng                                    | 3                                            | 0                                            | 0                                            | 3                                            | 4                                            | 12                                           |
| 2007                                         | Vòng bảng                                    | 3                                            | 1                                            | 0                                            | 2                                            | 9                                            | 13                                           |
| 2008                                         | Vòng bảng                                    | 3                                            | 0                                            | 0                                            | 3                                            | 4                                            | 14                                           |
| 2010                                         | Vòng bảng                                    | 3                                            | 1                                            | 0                                            | 2                                            | 12                                           | 20                                           |
| 2012                                         | Không vượt qua vòng loại                     | Không vượt qua vòng loại                     | Không vượt qua vòng loại                     | Không vượt qua vòng loại                     | Không vượt qua vòng loại                     | Không vượt qua vòng loại                     | Không vượt qua vòng loại                     |
| 2014                                         | Vòng bảng                                    | 3                                            | 2                                            | 0                                            | 1                                            | 11                                           | 7                                            |
| 2016                                         | Tứ kết                                       | 5                                            | 2                                            | 0                                            | 3                                            | 15                                           | 25                                           |
| 2018                                         | Hạng tư                                      | 6                                            | 2                                            | 2                                            | 2                                            | 16                                           | 18                                           |
| 2020                                         | Không vượt qua vòng loại                     | Không vượt qua vòng loại                     | Không vượt qua vòng loại                     | Không vượt qua vòng loại                     | Không vượt qua vòng loại                     | Không vượt qua vòng loại                     | Không vượt qua vòng loại                     |
| 2022                                         | Vòng bảng                                    | 3                                            | 1                                            | 1                                            | 1                                            | 9                                            | 5                                            |
| 2024                                         | Vượt qua vòng loại                           | Vượt qua vòng loại                           | Vượt qua vòng loại                           | Vượt qua vòng loại                           | Vượt qua vòng loại                           | Vượt qua vòng loại                           | Vượt qua vòng loại                           |
| Tổng số                                      | 13/17                                        | 47                                           | 18                                           | 4                                            | 26                                           | 166                                          | 173                                          |

### Bóng đá trong nhà tại Đại hội Thể thao Trong nhà và Võ thuật châu Á
- 2005 – Không tham dự
- 2007 – Không tham dự
- 2009 – Không tham dự
- 2013 – Vòng bảng
- 2017 – Không tham dự

### Giải vô địch bóng đá trong nhà Tây Á
- 2007 – Hạng ba
- 2009 – Vô địch
- 2012 – Hạng ba

### Giải vô địch bóng đá trong nhà Ả Rập
- 1998 – Không tham dự
- 2005 – Vòng bảng
- 2007 – Không tham dự
- 2008 – Vòng bảng

## Đội hình

### Đội hình hiện tại
Đội hình đội tuyển Iraq hiện tại trong Giải vô địch bóng đá trong nhà châu Á 2018
| 0#0 | Vị trí | Cầu thủ             | Ngày sinh và tuổi | Câu lạc bộ    |
| --- | ------ | ------------------- | ----------------- | ------------- |
| 1   | TM     | Yahya Abdulnoor     |                   |               |
| 13  | TM     | Zaher Mahdi         |                   |               |
| 2   | FP     | Mustafa Bachay      | 14 tháng 1, 1992  | Naft Al-Wasat |
| 3   | FP     | Firas Mohammed      | 1 tháng 11, 1982  | Naft Al-Wasat |
| 4   | FP     | Tareq Zeyad         |                   |               |
| 5   | FP     | Hussein Al-Zubiaidi | 4 tháng 8, 1979   |               |
| 6   | FP     | Zaid Ali            |                   |               |
| 7   | FP     | Salim Faisal        | 16 tháng 1, 1995  | Naft Al-Wasat |
| 8   | FP     | Ghaith Riyadh       |                   |               |
| 9   | FP     | Hassan Ali Jabar    | 13 tháng 1, 1989  |               |
| 10  | FP     | Hasan Dakheel       | 1 tháng 6, 1992   | Naft Al-Wasat |
| 11  | FP     | Rafid Hameed        | 9 tháng 1, 1993   | Naft Al-Wasat |
| 12  | FP     | Zainal Abdeen       | 13 tháng 12, 1995 |               |
| 14  | FP     | Waleed Khalid       | 29 tháng 6, 1992  | Naft Al-Wasat |

### Đội hình cũ
Giải vô địch bóng đá trong nhà châu Á
- Danh sách cầu thủ tham dự giải vô địch bóng đá trong nhà châu Á 2018